# Jeremy Evans
Jeremy Deshawn Evans (Crossett, Arkansas, 24 de octubre de 1987) es un jugador de baloncesto estadounidense que actualmente se encuentra sin equipo. Con 2,06 metros de estatura, juega en la posición de alero.

## Trayectoria deportiva

### High School
Evans pasó tres años en el Instituto Crossett, donde lideró a los Eagles al título estatal en cada una de sus dos últimas temporadas. Promedió 25.6 puntos, 11.0 rebotes y 4.0 tapones en su año sénior mientras que fue premiado con el All-State y All-Conference. Un año antes fue nombrado Jugador del Año del Condado, además de All-State y All-League.

### Universidad
Evans asistió a la Universidad de Kentucky Occidental, donde en su primera campaña con los Hilltoppers promedió 7 puntos y lideró al equipo en rebotes con 5.7 por partido y en tapones con 44 en total. Fue galardonado con el Premio Bobby Rascoe al Defensor del Año. Al año siguiente lideró de nuevo al equipo en rebotes con 5,2 y en tapones con 51, siendo además nombrado MVP del torneo de la Sun Belt Conference tras promediar 13 puntos y 7,3 rebotes por partido. Evans lideró a los Hilltoppers a las semifinales del torneo de la Sun Belt por primera vez, siendo el máximo anotador del partido con 15 puntos, y posteriormente firmó 20 puntos y 14 rebotes en la victoria en la final frente a Middle Tennessee St.
En su año júnior (tercero) promedió 8,8 puntos y 5,7 rebotes por encuentro. En su última campaña en los Hilltoppers anotó en dobles figuras en 18 ocasiones y lideró al equipo en rebotes en 14 partidos. Evans finalizó su carrera como el 38.º máximo anotador en la historia de la universidad con 1065 puntos, como máximo taponador con 224 tapones, y se convirtió en el segundo jugador en lograr al menos 1000 puntos, 750 rebotes y 200 tapones.

#### Estadísticas
| Temporada | Equipo                       | Partidos | Pts. | Reb. | Asts. | Rob. | Tap. | %TC  | %T3  | %TL  | Min. | Pér. |
| --------- | ---------------------------- | -------- | ---- | ---- | ----- | ---- | ---- | ---- | ---- | ---- | ---- | ---- |
| 2006–07   | Western Kentucky Hilltoppers | 32       | 7.0  | 5.7  | 0.5   | 0.6  | 1.4  | .644 | .100 | .671 | 21.0 | 0.9  |
| 2007–08   | Western Kentucky Hilltoppers | 34       | 5.9  | 5.2  | 0.6   | 0.5  | 1.5  | .625 | .421 | .642 | 21.1 | 1.1  |
| 2008–09   | Western Kentucky Hilltoppers | 34       | 8.8  | 5.7  | 0.3   | 0.6  | 2.0  | .634 | .000 | .722 | 25.3 | 1.0  |
| 2009–10   | Western Kentucky Hilltoppers | 34       | 10.0 | 6.9  | 0.7   | 0.8  | 1.8  | .649 | .250 | .688 | 26.5 | 1.1  |

### Profesional
Fue seleccionado por Utah Jazz en la 55.ª posición del Draft de la NBA de 2010. El 1 de julio de 2010 firmó su primer contrato profesional con los Jazz.
El 22 de febrero la NBA anunció que Evans sustituiría a Iman Shumpert en el Concurso de Mates. Finalmente se proclamó campeón al imponerse en la votación a través de SMS y Twitter a Derrick Williams, Chase Budinger y Paul George.
El 16 de febrero de 2021, firma por el Olimpia Milano de la Lega Basket Serie A.
El 21 de agosto de 2021, firma por el Panathinaikos B. C. de la A1 Ethniki.

## Estadísticas

### Temporada regular
| Año     | Equipo  | PJ  | PT | MPP  | %TC   | %3P  | %TL  | RPP | APP | ROB | TPP | PPP |
| ------- | ------- | --- | -- | ---- | ----- | ---- | ---- | --- | --- | --- | --- | --- |
| 2010-11 | Utah    | 49  | 3  | 9.4  | .661  | .000 | .703 | 2.0 | .5  | .3  | .3  | 3.6 |
| 2011-12 | Utah    | 29  | 0  | 7.5  | .643  | .000 | .500 | 1.7 | .4  | .2  | .8  | 2.1 |
| 2012-13 | Utah    | 37  | 0  | 5.8  | .614  | .000 | .636 | 1.6 | .3  | .2  | .4  | 2.0 |
| 2013-14 | Utah    | 66  | 4  | 18.3 | .527  | .000 | .680 | 4.7 | .7  | .6  | 7   | 6.1 |
| 2014-15 | Utah    | 38  | 0  | 7.0  | .552  | .400 | .828 | 1.9 | .3  | .3  | .3  | 2.4 |
| 2015-16 | Dallas  | 30  | 2  | 8.4  | .542  | .250 | .714 | 1.8 | .1  | .2  | .3  | 2.4 |
| 2017-18 | Atlanta | 1   | 0  | 5.0  | 1.000 | .000 | .000 | 1.0 | .0  | .0  | .0  | 2.0 |
| Total   | Total   | 250 | 9  | 10.5 | .569  | .231 | .687 | 2.6 | .4  | .4  | .5  | 3.5 |

### Playoffs
| Año   | Equipo | PJ | PT | MPP | %TC  | %3P | %TL   | RPP | APP | ROB | TPP | PPP |
| ----- | ------ | -- | -- | --- | ---- | --- | ----- | --- | --- | --- | --- | --- |
| 2012  | Utah   | 2  | 0  | 3.5 | .000 | –   | 1.000 | 1.5 | .5  | .5  | .0  | 1.0 |
| Total | Total  | 2  | 0  | 3.5 | .000 | –   | 1.000 | 1.5 | .5  | .5  | .0  | 1.0 |